# アメリカ合衆国国家歴史登録財
アメリカ合衆国の指定する歴史登録財（れきしとうろくざい、National Register of Historic Places）は、アメリカ合衆国の文化遺産保護制度の一つ。

## 概説

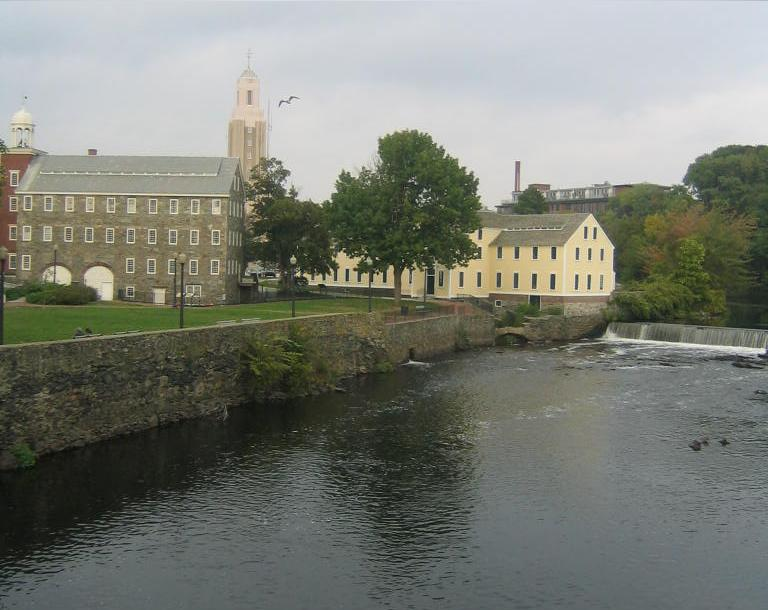
1966年11月13日、初の国家登録財に登録されたロードアイランド州の歴史地区にあるスレイト工場史跡。

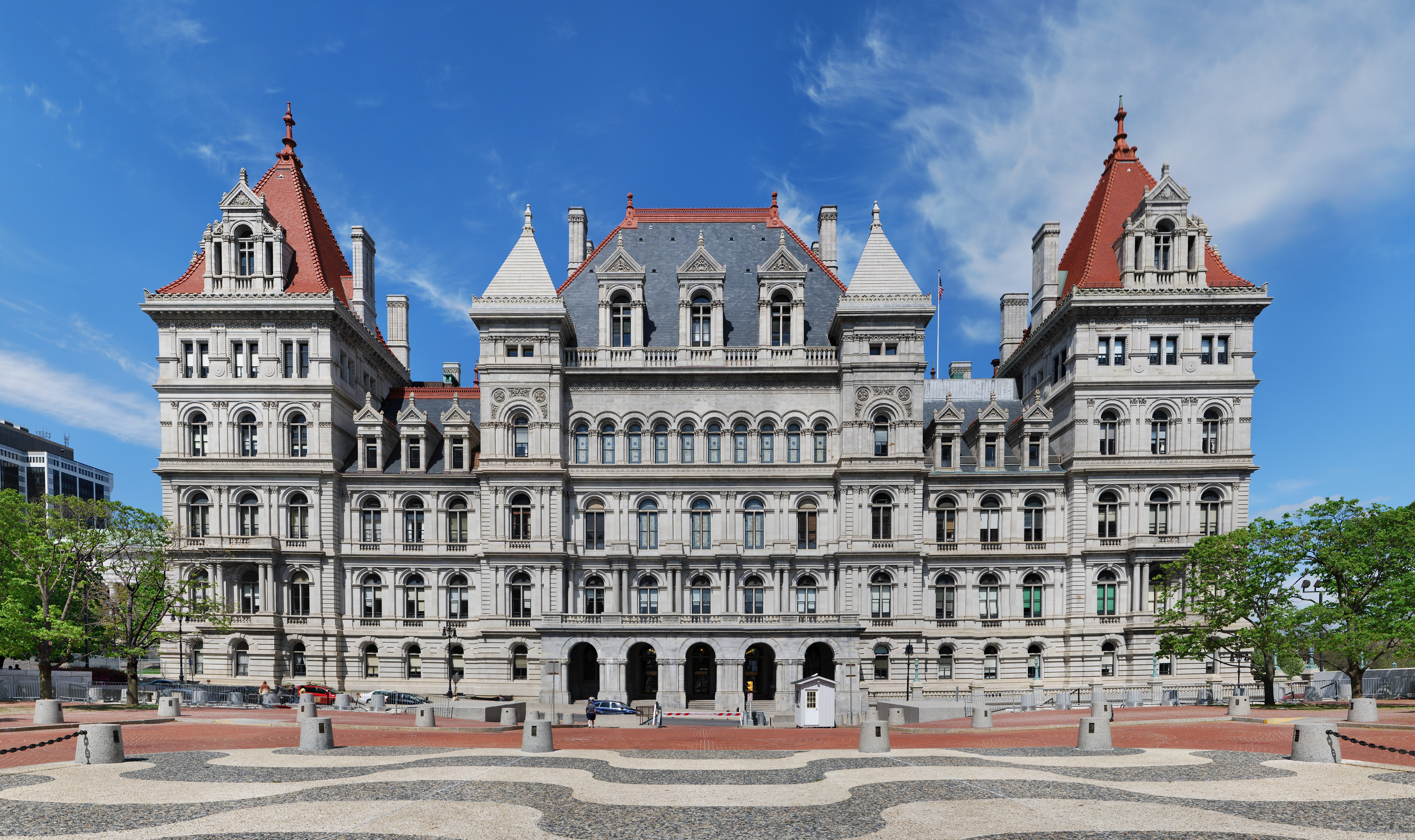
国家歴史登録財のニューヨーク州会議事堂。

アメリカ合衆国政府が保全するに値すると考える地区、史跡、建築物、建造物、その他の物件の公式のリストである。NRHPに登録された資産の所有者は、その資産の保全に必要な支出に対して租税優遇措置を受けることができる。
1966年の国家歴史保全法（National Historic Preservation Act of 1966）の可決により、国家登録財（National Register）とそこに資産を追加するためのプロセスが確立した。100万件以上の国家登録財のうち8万件は単体で登録されている。残りは歴史地区における寄与資産（歴史地区を特徴付ける資産）である。毎年約3万件が地区の一部としてまたは単体で国家登録財に追加されている。
国家登録財は、その歴史上ほとんどの期間、内務省の一部局である国立公園局（NPS）によって管理されてきた。その目標は、資産所有者、または、地域資産の保全活動を行う非営利団体であるナショナル・トラスト（National Trust for Historic Preservation）のような資産所有団体への援助、および米国内の史跡の調整、鑑定、保護である。国家登録財への登録は象徴的な意味合いがほとんどではあるが、その一方で登録資産の所有者に対しては報奨金が出る。資産の保護は保証されない。国家登録財への推薦プロセスにおいて、推薦された資産はNRHPの4つの基準に基づいて評価される。これらの基準は、歴史・保全分野の学者の批判対象になっている。
タンジェのアメリカ公使館のように、米国国外の史跡が登録される場合もある。
資産の推薦は、単体資産、歴史地区、複合資産申請（MPS）など、様々な形態で行うことができる。登録の際、資産は5分類（建築物、建造物、史跡、地区、その他の物件）のうちの1つに分類される。国定歴史建造物（National Historic Landmark）、国定史跡（National Historic Site）、国立歴史公園（National Historical Park）、国立軍事公園（National Military Park）、国定記念建造物（National Memorial）、国定記念物（National Monument）など、国立公園局（NPS）の指導の下で指定された資産は、自動的に国家登録財に登録される。